# Aubrey Webster
Aubrey Webster (né le 25 septembre 1910 à Kenora, province de l'Ontario au Canada - mort le 1er novembre 1999 à Kenora) est un joueur professionnel canadien de hockey sur glace. Il évoluait au poste d'ailier.

## Carrière de joueur
En 1930, il a commencé sa carrière professionnelle dans la LNH avec les Quakers de Philadelphie. Il a joué quatre matchs avec les Maroons de Montréal lors de la saison régulière en 1934. Les Maroons ont remporté la Coupe Stanley cette saison là. Le 26 décembre 1934, il est échangé contre de l'argent aux Bulldogs de Windsor. Il met un terme à sa carrière après une saison avec les Eagles de Portland de la PCHL en 1946.

## Statistiques
| Saison      | Équipe                  | Ligue         |     | Saison régulière | Saison régulière | Saison régulière | Saison régulière | Saison régulière |   | Séries éliminatoires | Séries éliminatoires | Séries éliminatoires | Séries éliminatoires | Séries éliminatoires |
| Saison      | Équipe                  | Ligue         | PJ  | B                | A                | Pts              | Pun              | PJ               | B | A                    | Pts                  | Pun                  |                      |                      |
| 1930-1931   | Beavers de Weyburn      | SSHL          | 12  | 9                | 2                | 11               | 8                | -                | - | -                    | -                    | -                    |                      |                      |
| 1930-1931   | Quakers de Philadelphie | LNH           | 1   | 0                | 0                | 0                | 0                | -                | - | -                    | -                    | -                    |                      |                      |
| 1931-1932   | Capitals de Fredericton | NBSHL[Quoi ?] | 23  | 15               | 6                | 21               | 6                | 7                | 7 | 1                    | 8                    | 2                    |                      |                      |
| 1932-1933   | Hawks de Moncton        | NBSHL         | 18  | 2                | 2                | 4                | 7                | 3                | 0 | 0                    | 0                    | 6                    |                      |                      |
| 1933-1934   | Hawks de Moncton        | NBSHL         | 36  | 22               | 9                | 31               | 22               | 3                | 0 | 0                    | 0                    | 2                    |                      |                      |
| 1934-1935   | Maroons de Montréal     | LNH           | 4   | 0                | 0                | 0                | 0                | -                | - | -                    | -                    | -                    |                      |                      |
| 1934-1935   | Bulldogs de Windsor     | LIH           | 37  | 11               | 16               | 27               | 6                | -                | - | -                    | -                    | -                    |                      |                      |
| 1935-1936   | Bulldogs de Windsor     | LIH           | 48  | 13               | 14               | 27               | 15               | 8                | 1 | 1                    | 2                    | 2                    |                      |                      |
| 1936-1937   | Clippers de Spokane     | PCHL          | 40  | 9                | 7                | 16               | 32               | 6                | 0 | 2                    | 2                    | 2                    |                      |                      |
| 1937-1938   | Clippers de Spokane     | PCHL          | 42  | 11               | 22               | 33               | 49               | -                | - | -                    | -                    | -                    |                      |                      |
| 1938-1939   | Buckaroos de Portland   | PCHL          | 40  | 19               | 16               | 35               | 25               | 5                | 1 | 3                    | 4                    | 14                   |                      |                      |
| 1939-1940   | Buckaroos de Portland   | PCHL          | 22  | 9                | 5                | 14               | 10               | -                | - | -                    | -                    | -                    |                      |                      |
| 1939-1940   | Skyhawks de Wichita     | AHA           | 20  | 3                | 7                | 10               | 2                | -                | - | -                    | -                    | -                    |                      |                      |
| 1940-1941   | Bombers de Spokane      | PCHL          | 32  | 9                | 19               | 28               | 14               | -                | - | -                    | -                    | -                    |                      |                      |
|             |                         |               |     |                  |                  |                  |                  |                  |   |                      |                      |                      |                      |                      |
| 1943-1944   | Oilers de Portland      | NIHL          | 14  | 15               | 14               | 29               | 4                | 6                | 3 | 6                    | 9                    | 0                    |                      |                      |
|             |                         |               |     |                  |                  |                  |                  |                  |   |                      |                      |                      |                      |                      |
| 1945-1946   | Eagles de Portland      | PCHL          | 57  | 9                | 21               | 30               | 44               | 8                | 2 | 3                    | 5                    | 2                    |                      |                      |
| Totaux PCHL | Totaux PCHL             | Totaux PCHL   | 233 | 66               | 90               | 156              | 174              | 19               | 3 | 8                    | 11                   | 18                   |                      |                      |